# Pierre Ducout
Pierre Ducout, né le 12 décembre 1942 à Bordeaux-Caudéran (Gironde), est un homme politique français.

## Biographie
En 1971, à l'âge de 28 ans Pierre Ducout rejoint le conseil municipal de Cestas. Il est élu un an plus tard maire de la ville. Il annonce sa démission, en cours de son neuvième mandat, lors d'un conseil municipal le 20 mai 2025.
Il est député de la 7ème circonscription de la Gironde de 1988 à 2007. Il est remplacé par Alain Rousset.

## Formation
Ancien élève du Prytanée militaire de la Flèche, il est également un ingénieur du bâtiment et des travaux publics diplômé de l'École polytechnique (1962). Il exerce comme responsable des grands travaux autoroutiers dans des entreprises de travaux publics.

## Autres fonctions politiques
Il a été président de Union démocratique et socialiste de la Résistance (UDSR).
Pierre Ducout est membre de la Commission nationale du débat public (mandat 2007-2012).
Président de la commission locale de l'eau du SAGE Nappes profondes de Gironde (réélu en 2011 à la majorité absolue contre Gérard Chausset). Il est également membre du Cercle national de l'eau et présent au comité de bassin de l'agence de l'eau Adour Garonne.
Pierre Ducout fut président du groupe de travail urbanisme de l'AMF (Association des maires de France).

## Décoration
- Chevalier de la Légion d'honneur le 1er janvier 2013[4].